# 小浜西インターチェンジ
小浜西インターチェンジ（おばまにしインターチェンジ）は、福井県小浜市岡津にある舞鶴若狭自動車道のインターチェンジである。

## 概要
当初、敦賀方面延伸までの仮出入口として計画されたものの、2000年（平成12年）に地元自治体や住民などの強い要望もあり、舞鶴方面のみ出入りできるハーフインターチェンジとして正式に整備される方針となった。小浜、敦賀方面開通後も舞鶴、吉川JCT方面へのハーフICとなる予定であったが、地元自治体や住民の要請により、フルインターチェンジとして整備されることとなり、2009年（平成21年）度から工事着手、2011年（平成23年）7月16日に開通した小浜IC方面への延伸の際に、フルインターチェンジとして完成した。上り線の出入口は平面交差となっているが、信号機は設置されていない。

## 歴史
- 2003年（平成15年）3月9日：舞鶴東IC - 小浜西IC間開通に伴い、供用開始[2]。
- 2011年（平成23年）7月16日：小浜西IC - 小浜IC間開通[2][3]。
- 2025年（令和7年）3月12日：料金所がETC専用になる[4][5]。

## 周辺
- 西日本旅客鉄道（JR西日本）小浜線加斗駅
- 近畿自然歩道
- 岡津製塩遺跡
- 鯉川海水浴場

## 接続する道路
- 直接接続
  - 国道27号

## 料金所
- ブース数：4

### 入口
- ブース数：2　
  - ETC専用：1　
  - ETC・サポート：1

### 出口
- ブース数：2　
  - ETC専用：1　
  - サポート：1

## 隣
E27 舞鶴若狭自動車道
(9)大飯高浜IC - (10)小浜西IC - 加斗PA - (11)小浜IC